# Kè Bắc Bộ
Kè Bắc Bộ hay cọ Bắc Bộ có danh pháp hai phần là Livistona tonkinensis, là một loài thực vật có hoa thuộc họ Cau (Arecaceae). Đây là loài cây đặc hữu của Việt Nam.